# مطران‌نشین مرو
ولایت مرو یکی از ولایات مطران‌نشین کلیسای شرق (کلیسای سریانی شرقی) در فاصله قرن پنجم تا یازدهم میلادی با مرکزیت شهر مرو بود که مطران‌ آن سرپرستی چندین اسقف‌نشین را بر عهده داشت.

## پس‌زمینه
وجود یک اسقف‌نشین کلیسای شرق در خراسان در اوایل قرن پنجم مورد اتفاق است، هرچند که در منابع سال 410 از اسقف آن با عنوان مطران یاد نشده است. در مصوبات شورای مار اسحاق پس از ذکر تأسیس پنج مطران‌نشین در منطقه بین النهرین، آمده است که «اسقفان اسقف‌نشین‌های دوردست فارس، جزایر، بیت مادای (ماد)، بیت رازیقای (ری) و ابرشهر  تصمیمات شورا را متعاقبا خواهند پذیرفت». از این نوشته معلوم می‌شود که ابرشهر (نیشاپور) در این دوره اسقف‌نشین بوده است. 
چند سال بعد از چهار اسقف‌نشین در خراسان و سجستان نام برده می‌شود. در شورای مار دادیشوع، اسقف بار شبای مروزی، اسقف داوود ابرشهری، اسقف یزدوی هروی و اسقف آفرید سجستانی از جمله حاضران بودند. نام غیر متداول اسقف مرو، بار شبا، به معنای «فرزند تبعید» است که نشان می‌دهد شاید مسیحیان مرو از تبعیدیان قلمرو روم بوده باشند.
اسقف نشین سجستان که احتمالاً مقر اسقف آن در زرنج بود، در جریان انشقاق نرسی و الیشع در دهه 520 محل مناقشه قرار گرفت. بطریق مار ابای یکم در سال 544 با تقسیم موقت اسقف‌نشین، زرنج، فراه و قاش را به اسقف یزدافرید و بست و رکوت به اسقف سرگیس سپرد و حکم کرد با فوت یکی از دو، اسقف‌نشین دوباره متحد شود. 
به نظر می‌رسد که جمعیت مسیحیان منطقه مرو در طول قرن ششم افزایش یافته است، چرا که در سال 554 در شورای مار یوسف از اسقف مرو به عنوان مطران یاد می‌شود و اسقف هرات نیز اندکی بعد عنوان مطران می‌یابد. اولین بار از مطران هرات به عنوان یکی از حاضران شورای مار ایشوع‌یهب اول در سال 585 نام برده می‌شود. اهمیت روزافزون منطقه مرو برای کلیسای شرق با ظهور چندین مرکز مسیحی دیگر در اواخر قرن پنجم و ششم بروز می‌یابد. در پایان قرن پنجم، اسقف‌نشین ابرشهر (نیشاپور) شامل شهر طوس نیز می شد که نام آن در سال 497 در لقب اسقف یوحنس «طوس و ابرشهر» آمده است. به نظر می رسد که چهار اسقف‌نشین دیگر نیز در قرن ششم ایجاد شده باشد. نام اسقف یوحنان «ابیورد و شهر پیروز» و اسقف تئودور مروالرود در جمله پذیرندگان تصمیمات شورای مار یوسف  در سال 554 آمده است (دومی از طریق نامه)، و نیز اسقف حبیب «پوسنگ» و اسقف جبرائیل «بدیسی و قادستان» از طریق نایب خود از تصمیمات شورای ایشوع‌یعب اول در سال 585 اعلام تبعیت کردند. از هیچ یک از این چهار حوزه دیگر اسمی ذکر نمی‌شود و مشخص نیست که در چه زمانی از بین رفته اند.
طيموثاوس اول در دهه  790 اسقفی به نام حنانیشوع را به مقام مطران «سرباز»  منصوب کرد. از این اسقف‌نشین دیگر نامی نمی‌شنویم. در سال 893 ایلیای دمشقی، نام مرو و هرات را در زمره ولایات مطران‌نشین می‌آورد. سجستان یکی از اسقف‌نشین‌های تابع هرات بود، در حالی که مرو اسقف‌نشین‌هایی با نام «دیر هانس»، «دامادوت» و «بار سنای» داشت که مکان آنها کاملاً بر ما ناشناخته است.
در قرن یازدهم مسیحیت سریانی شرقی در خراسان و سجستان رو به زوال می‌رفت. آخرین مطران شناخته شده مرو عبدیشوع نام داشت که حکم از بطریق ماری (987-99) گرفت. آخرین مطران شناخته شده هرات جیورجیس بود که در دوران بطریقی  سبریشوع سوم (1064–1072) خدمت می‌کرد. از هیچ یک از اسقف‌‌نشین‌های تابعه در این دوره نامی ذکر نشده است. جوامع مسیحی شهری بازمانده در خراسان در آغاز قرن سیزدهم ضربه سنگینی از هجوم چنگیزخان به شهرهای مرو، نیشاپور و هرات و قتل عام ساکنان آنها در سال 1220 خوردند. اگرچه هر سه شهر اندکی پس از آن بازسازی شدند، احتمالاً از آن پس جمعیت سریانی این شهرها بسیار کوچک بود. با این وجود، حداقل یک اسقف‌نشین تا قرن سیزدهم باقی ماند. در سال 1279 راهبان بار صوما و مرقس، در سر راه زیارت خود از چین به قدس در صومعه مار سیهیون در نزدیکی شهر طوس میهمان اسقف ناشناس این شهر شدند.

### کتابشناسی
- Assemani, J. S., Bibliotheca Orientalis Clementino-Vaticana (4 vols, Rome, 1719–28)
- Fiey, J. M., Assyrie chrétienne (3 vols, Beirut, 1962)
- Fiey, J. M.,  'Chrétientés syriaques du Khorasan et du Ségestan', Le Muséon, 86 (1973), 75–104
- Wallis Budge, E. A., The Book of Governors:  The Historia Monastica of Thomas, Bishop of Marga, AD 840 (London, 1893)
- Wallis Budge, E. A., The Monks of Kublai Khan (London, 1928)